# 緒方規矩子
緒方 規矩子（おがた きくこ、1928年（昭和3年）10月4日 - 2025年（令和7年）2月7日）は、日本の舞台衣裳デザイナー。

## 経歴
東京府日本橋生まれ。京都市立美術大学（現：京都市立芸術大学）図案科に学ぶ。在学中から演劇に傾倒し、クラスメートの田中一光や橋本潔等と「アトリエ座」という劇団を作り、美大卒業と同時に新たな劇団「喜劇座」を起こす。
鐘紡勤務をへて、舞台衣裳デザイナーとしては1952年（昭和27年）関西歌劇団の『椿姫』でデビュー。以後、妹尾河童に招かれ上京。1955年（昭和30年）栗山昌良演出の『道化師』と『カヴァレリア・ルスティカーナ』の衣裳デザインで東京デビュー。1957年（昭和32年）外山雄三、岩城宏之、林光、妹尾河童、栗山昌良、佐々木忠次と“スタッフ・クラブ”を結成。以来、オペラをはじめ、演劇、バレエ、ミュージカル、テレビ衣装と、舞台衣裳分野の第一人者として幅広く活躍している。手掛けた作品は、オペラでは昭和音楽大学オペラ情報センターの記録だけで315件、バレエは昭和音楽大学バレエアーカイブだけで224件、そのほか演劇、ミュージカル、テレビなどを加えれば膨大な数にのぼる。和紙による仮面の製作でも知られる。2019年（平成31年）4月時点でも現役であった。
後進の育成も手掛けており、前田文子、西原梨恵などが緒方の教えを受けている。
2025年2月7日、心不全で死去した。96歳没。

## 家族
夫は横浜ボートシアター代表で劇作家・演出家の遠藤啄郎。

## 主な受賞歴
- 1978年（昭和53年）伊藤熹朔賞（『 三文オペラ』による）[1]
- 2006年（平成18年）朝日舞台芸術賞特別賞[1]
- 第42回日本新劇製作者協会賞[10]
- 2019年度（令和元年度）文化庁長官表彰[11]
- 2021年（令和3年）読売演劇大賞芸術栄誉賞[12]

## 著書
- 舞台衣裳のデザイン 緒方規矩子（著）、栗山昌良（編集）、田中一光（編集）、佐藤信（編集） 六耀社 2001/1/1 ISBN 978-4897373850[13]

## 関連作品
- 横浜ボートシアター 賢治讃えDVD 衣裳を担当[14]

## 展覧会
- 1987年（昭和62年）『玉三郎幻装』と題する衣裳展を開催した[2]。